# Sajda flava
Sajda flava – gatunek pluskwiaka z rodziny bezrąbkowatych i podrodziny Typhlocybinae. Jedyny z monotypowego rodzaju Sajda.

## Taksonomia
Rodzaj i gatunek opisane zostały po raz pierwszy w 1981 roku przez Irenę Dworakowską.

## Morfologia
Pluskwiak o ciele pozbawionym wzoru barwnego. Głowę ma węższą od przedplecza. Twarz, przedustek i ciemię mają jednolity, żółty kolor. Przedustek jest u obu płci wąski i wklęśnięty. Ciemię ma krawędź przednią niemal równoległą do tylnej. Tułów ma żółte przedplecze z dużymi dołkami, żółte śródplecze z ciemnymi trójkątami bocznymi oraz jasny spód z ciemnym śródpiersiem. Przednie skrzydło jest jednolicie jasne, pozbawione przepasek i kropek. Spośród komórek apikalnych zewnętrzna jest dwukrotnie dłuższa niż szeroka, trzecia ma równoległe boki i jest zakrzywiona, druga jest u podstawy ścięta wskutek obecności poprzecznej żyłki interradialnej, a wewnętrzna ma wyraźnie kanciastą podstawę. Żyłka posterokubitalna przedniego skrzydła jest dobrze widoczna. Tylne skrzydło zwęża się u wierzchołka, do którego to nie dochodzi żyłka submarginalna.
Odwłok ma drugi sternit zaopatrzony w małe, wąskie i skierowane dogrzbietowo-środkowo apodemy. Rurka analna ma wyrostki u nasady i kolce boczne w części wierzchołkowej. Genitalia samca mają pygofor o zaokrąglonym płacie, o wcięciu grzbietowym sięgającym co najmniej do połowy nasady segmentu, dobrze rozwiniętych włoskach mikroskopowych, nieosiągający szczytu płytki subgenitalnej. Płytka subgenitalna jest pośrodku przewężona, a część przed przewężeniem jest dłuższa od tej za nim. Sztywne szczecinki brzeżne płytki sugenitalnej tworzą nieprzerwany szereg przed jej nasadą. Gonostyl jest wolny, ma dobrze wykształcony płat przedwierzchołkowy i smukły, niepiłkowany wierzchołek. Edeagus ma równoległe boki apodemy grzbietowej, smukły, symetryczny, zakrzywiony dogrzbietowo i tak długi jak przedsionek trzon, zaostrzony w widoku brzusznym wierzchołek oraz dwie pary wyrostków brzusznych umieszczone nasadowo, z których jedna jest równoległa do trzonu, a druga rozbieżna. Konektywa ma rozdwojony i wklęśnięty trzon oraz długie ramiona; pozbawiona jest płata przednio-środkowego.

## Występowanie
Owad endemiczny dla południowej części Indii w krainie orientalnej.